# ماركوس أنطونيو كوستا
ماركوس أنطونيو كوستا (بالبرتغالية: Marcos Antônio Costa‏) (18 ديسمبر 1978 بساو لويز في البرازيل - ) هو لاعب كرة قدم برازيلي في مركز الدفاع. لعب مع نادي بونتي بريتا ونادي سانتوس ونادي غواراني ونادي أمريكا.

## وصلات خارجية
- ماركوس أنطونيو كوستا على موقع قاعدة بيانات كرة القدم.إي يو (الإنجليزية)